# Cimetière militaire allemand de Muille-Villette
Le cimetière militaire allemand de Muille-Villette est un cimetière militaire de la Grande Guerre, situé sur le territoire de la commune de Muille-Villette, à l'extrême sud-est du département de la Somme, près de Ham.

## Historique
La plupart des soldats inhumés dans ce cimetière sont morts en 1918.

## Caractéristiques
1 534 soldats allemands  reposent dans ce cimetière en tombes individuelles ou en ossuaire. Les tombes individuelles sont matérialisées par des croix en métal. Le cimetière allemand jouxte un cimetière militaire britannique.

## Pour approfondir